# Henryk Połeć
Henryk Połeć (ur. 19 listopada 1934 w Klaudynie, zm. 11 marca 2021) – polski lekkoatleta specjalizujący się biegach długich, medalista mistrzostw Polski.

## Kariera sportowa
Jako lekkoatleta był zawodnikiem Spójni Gdańsk (1956), Startu Elbląg (1957–1962), Startu Katowice (1963) i Górnika Wałbrzych (1964–1969). Na początku kariery sportowej uprawiał w barwach Olimpii Elbląg łyżwiarstwo szybkie.
W 1953 został wicemistrzem Polski juniorów w wieloboju łyżwiarskim.
Na lekkoatletycznych mistrzostwach Polski seniorów wywalczył dwa medale: brązowy w biegu przełajowym na 6 km w 1960 i brązowy w maratonie w 1968.
Po zakończeniu kariery zawodniczej pracował jako trener, prowadził biegaczki na długich dystansach w Górniku Wałbrzych, w latach 1974–1978 był trenerem reprezentacji Polski seniorek w biegach średnich, następnie prowadził kadrę CRZZ (do 1992).
Był działaczem Polskiego Związku Filatelistów.
Rekordy życiowe:
- 1500 m: 3:55,3 (21.07.1967)
- 3000 m: 8:21,8 (15.05.1966)
- 5000 m: 14:50,2 (2.07.1967)
- 10000 m: 30:51,0 (7.05.1967)
- maraton: 2:31:33,8 (15.09.1968)
- 3000 m z przeszkodami: 8:52,6 (2.07.1966)

Pochowany na cmentarzu przy ul. Poznańskiej w Wałbrzychu (Podgórze).